# Edward Kelley

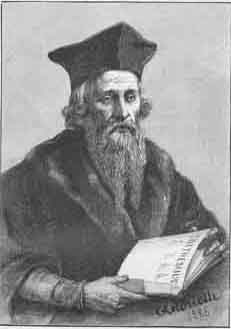
Edward Kelley

Edward Kelley oder Kelly, alias Edward Talbot (* 1. August 1555 in Worcester (England); † wahrscheinlich 1597 an unbekanntem Ort), war ein englischer Alchemist und Spiritist. Er ist vor allem aus seiner Zeit mit dem Gelehrten und Alchemisten John Dee bekannt, dem er als Medium diente.
Seine Beurteilung folgt meist der von John Ferguson, der Kelley für einen zwar befähigten, aber skrupellosen Abenteurer oder Betrüger hielt.

## Leben

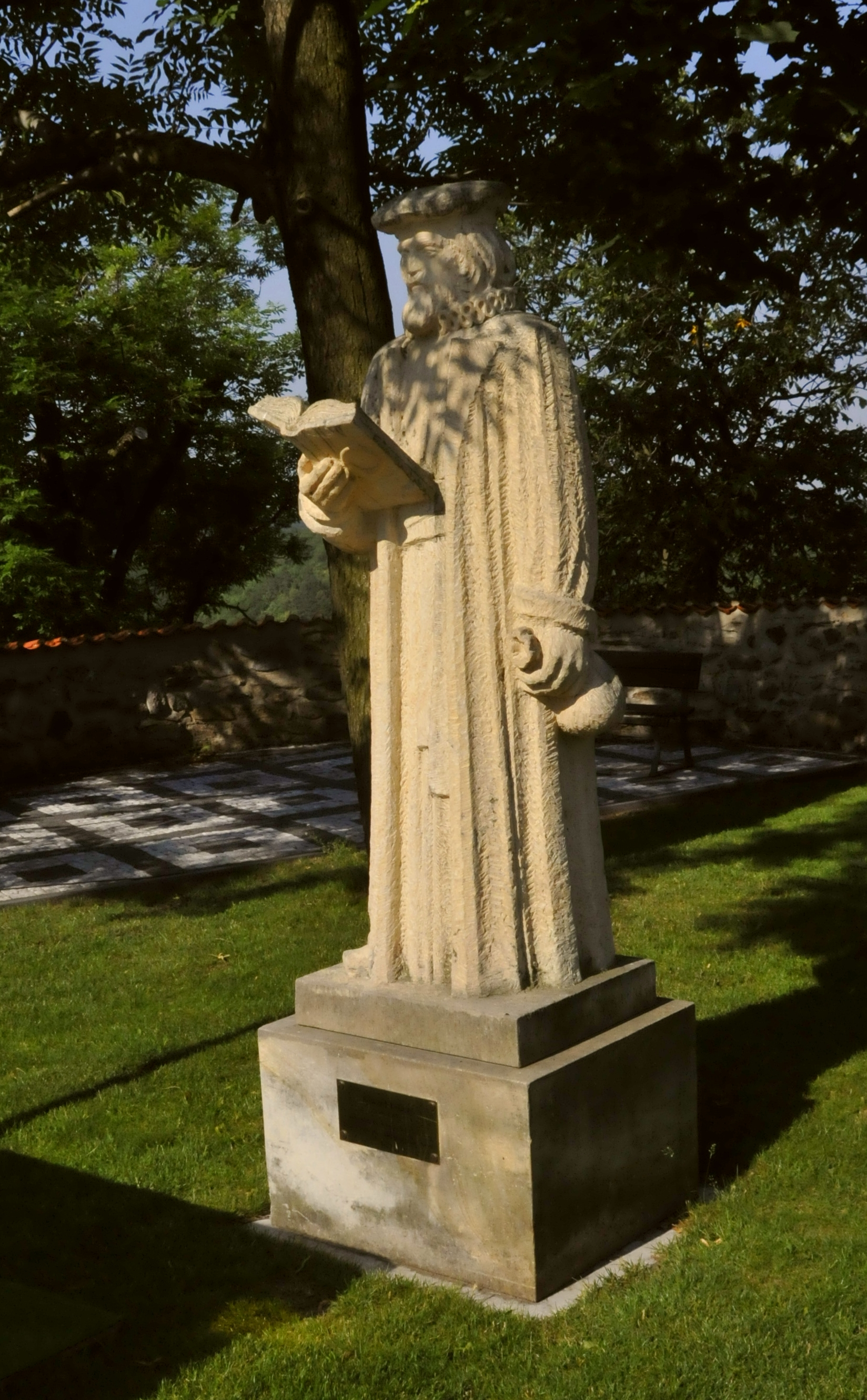
Statue von Kelley im Burghof der Burg in Most (Tschechien)

Über seine Vergangenheit vor der Begegnung mit John Dee 1582 ist wenig bekannt. Er soll in seinem englischen Geburtsort Worcester Helfer beim Dorfapotheker Anthony Gray und später Gemeindeschreiber gewesen sein, und ihm sollen wegen Urkundenfälschung vom Henker die Ohren abgeschnitten worden sein; doch handelt es sich wahrscheinlich nur um Legenden. Es gibt auch Berichte, er habe zeitweise als Anwalt gearbeitet. Danach wandte er sich der Alchemie und Magie zu, wobei er wahrscheinlich schon 1576 Kontakt zu Dee hatte.
Im November 1582 besuchte er John Dee, der am Hof der Königin Elisabeth I. einen großen Ruf als Astrologe, Mathematiker, Alchemist und Gelehrter hatte, auf dessen Landsitz in Mortlake. Es gelang ihm, Dee, der schon länger auf der Suche nach einem spiritistischen Medium war, zu beeindrucken, und beide reisten mit ihren Familien auf Einladung des polnischen Adligen Albrecht Laski 1583 nach Polen und von da weiter nach Böhmen zu Rudolph II. in Prag, einem Förderer von Alchemie und okkulten Lehren. Nach wenigen Monaten wurden sie auf Verlangen des päpstlichen Gesandten, der sie wegen Ketzerei und Hexerei anklagen wollte, aus Prag verwiesen und gingen über Erfurt und Kassel nach Krakau. Beim polnischen König Stephan fanden sie nur vorübergehend Aufnahme und zogen wieder nach Böhmen auf die Burg von Wilhelm von Rosenberg, einem Förderer der Alchemie, in Wittingau.
Kelley reüssierte am Hof von Rosenberg, der ihn gut bezahlte und ihn als Alchemist beschäftigte, wobei ihm der Paracelsus-Anhänger und Arzt Karl Widemann aus Augsburg assistierte. Er erhielt von Rosenberg die Festen Hrádek und Libeř sowie den Gutshof Nová Libeň. Königin Elisabeth I. von England begann sich für ihn zu interessieren und schickte 1588 Edward Dyer († 1607) nach Wittingau (Schloss Třeboň), wo dieser mit Kelley alchemistisch experimentierte.
1589 kam es zur Trennung von Kelley und Dee, nachdem es schon zuvor zu Spannungen gekommen war. Kelley hatte es auf die junge Ehefrau von Dee abgesehen und wollte diesem in einer Seance einreden, der Engel Uriel verlange einen Frauentausch. Dee reiste kurz danach aus Wittingau ab. Kelley selbst wollte trotz der Bemühungen von Seiten der Königin nicht zurück nach England.
Auf Empfehlung von Rosenberg wurde Kelley auch von Rudolph II., der ihm anfangs misstrauisch gegenüberstand, wieder nach Prag eingeladen und versuchte sich dort als alchemistischer Goldmacher, versagte darin aber ebenso wie alle Vorgänger, mit denen der Kaiser es versucht hatte. Am 2. Mai 1591 erließ der Kaiser einen Haftbefehl gegen Kelley, weil dieser angeblich einen Georg Hunkler im Streit erschlagen hatte. Er war wahrscheinlich bis Oktober 1593 in Haft auf Burg Pürglitz; sein weiteres Schicksal ist unklar. Der Fall erregte internationales Aufsehen; man spekulierte über die „wahren“ Gründe der Inhaftierung, und Rosenberg und Elisabeth I. verwendeten sich für ihn. Nach einigen Angaben starb er an den Folgen eines Beinbruchs bei einem Fluchtversuch; nach anderen setzte er seine Karriere am Hof noch eine Weile fort, war aber nochmals eingesperrt. Seine Frau, die an den Seancen beteiligt war, überlebte ihn in Prag. Der Alchemist Sendivogius soll ihr Gut bei Prag 1597 gekauft haben.
Er soll als Medium mit Dee Urheber der henochischen Sprache gewesen sein, zu deren Konzeption Dee aber aus älteren Vorbildern angeregt wurde. Über seine Zeit mit Dee gibt es Aufzeichnungen von John Dee, unter anderem ein Tagebuch, das auch veröffentlicht wurde.
In Brüx, wo er angeblich gestorben sein soll, steht ein Denkmal.
Er war der Stiefvater der Dichterin Elisabeth Johanna von Weston.

## Schriften
- Im Theatrum Chemicum Britannicum, 1652:
  - Sir Edward Kelle’s Worke;
  - Sir Ed: Kelly concerning the Philosophers Stone written to his especiall good Freind, G.S. Gent.
- In Deutsches Theatrum Chemicum, Band 3, 1732:
  - Edovardi Kellæi, Buch von dem Stein der Weisen. An den Römischen Kayser Rudolphum II. ANNO MDXCVI. In Lateinischer Sprache geschrieben; Hernach in die Deutsche übersetzet
  - Fragmenta quædam Edov. Kellæi ex ipsius Epistolis excerpta
  - Edovardi Kellæi, Via Humida, sive Discursus de Menstruo Vegetabili Saturni[6]
- Tractatus duo egregii, de Lapide Philosophorum, Hamburg, Amsterdam 1676 (Herausgeber W. J. Lange)
- Ausführlicher Tractat dem Kaiser Rudolpho zugeschrieben, in B. N. Petraeus: Drey vortreffliche und noch nie im Druck gewesene chymische Bücher, Hamburg 1670, Neuauflage 1691